# Dimorphaphorura differens
Dimorphaphorura differens is een springstaartensoort uit de familie van de Onychiuridae. De wetenschappelijke naam van de soort is voor het eerst geldig gepubliceerd in 1949 door Bagnall.